# ضمور الجلد الدودي الشكل
ضمور الجلد الدودي الشكل (بالإنجليزية: Atrophodermia vermiculata)‏ ويظهر مَع الحطاطات الحمامية الجريبية على الوجنتين في مرحلة الطفولة، ومع مرور الوقت تتطور الآفات إلى انخفاضات مثل الحُفر.:762:714:1511